# Пюже-Тенье (кантон)
Пюже́-Тенье́ (фр. Puget-Théniers) — упразднённый кантон во Франции, в регионе Прованс — Альпы — Лазурный Берег, департамент Приморские Альпы. Входил в состав округа Ницца. Код INSEE кантона — 06 18.
До марта 2015 года в состав кантона Пюже-Тенье входило 9 коммун, административный центр располагался в коммуне Пюже-Тенье.

## Состав кантона
| Коммуна            | Население, чел. (1999) | Почтовый индекс | Код INSEE |
| ------------------ | ---------------------- | --------------- | --------- |
| Аскро              | 145                    | 06260           | 06005     |
| Ла-Круа-сюр-Рудуль | 97                     | 06260           | 06051     |
| Ла-Пен             | 164                    | 06260           | 06093     |
| Овар               | 44                     | 06260           | 06008     |
| Пюже-Ростан        | 114                    | 06260           | 06098     |
| Пюже-Тенье         | 1533                   | 06260           | 06099     |
| Риго               | 146                    | 06260           | 06101     |
| Сен-Леже           | 65                     | 06260           | 06124     |
| Сент-Антонен       | 78                     | 06260           | 06115     |

## Население
Население кантона на 2007 год составляло 2 888 человек.
| 1962 | 1968 | 1975 | 1982 | 1990 | 1999  | 2006 | 2007  | 2008 |
| ---- | ---- | ---- | ---- | ---- | ----- | ---- | ----- | ---- |
| —    | —    | —    | —    | —    | 2 386 | —    | 2 888 | —    |

По закону от 17 мая 2013 и декрету от 24 февраля 2014 года количество кантонов в департаменте Приморские Альпы уменьшилось с 52-х до 27-ми. Новое территориальное деление департаментов на кантоны вступило в силу во время выборов 2015 года. После реформы кантон был упразднён. Коммуны переданы с состав кантона Ванс (округ Ницца).